# 沁園春・長沙
『長沙』（ちょうさ）は、毛沢東の詞である。曲調は沁園春。1925年に作られた。『詩刊』1957年第１期に発表された、同時に発表されたのは、『七律・長征』・『沁園春・雪』等、合計18篇だった。

## 作品の背景
1925年には、国民大革命が始まっていて、同年の春、毛沢東は上海市から湖南省に戻り、20の農民協会を組織し、革命事業を始めた。秋、毛沢東は湖南省から広東省広州市に移動、農民運動の研修所を主催した。長沙市にいた時、橘子洲を何度も訪れ、晩秋の橘子洲の景色を見て、この詞をつくった。

## 鑑賞
前半は叙景、後半は抒情。前半では岳麓山と湘江とを、空と水底から見たように描く。遠近や、動的および静的な観点から風景をとらえ、言葉で湘江の秋を描写した。最後の句は、国の運命を支配し、国家の未来を握りたいという毛沢東自身の期待が表現されている。後半部分は、戦友や戦闘の生活の思い出と述懐や、当時の大軍閥を恐れず反抗を貫く意思が表明され、最後の三句は象徴的な表現で革命運動でも、激流を勇敢に進むように中国全土を解放する気概が述べられる。

## 掲載
- 1957年、『詩刊』第1期に、18曲の毛沢東の詩詞を掲載した、その一曲である。
- 1958年、葉君健と于宝榘が翻訳した英語版の18曲が『中国文学』第3期に発表された。

## 関連楽曲
| 作曲   | 主要歌手 | 創作時間 | 備考                           |
| ------ | -------- | -------- | ------------------------------ |
| 劫夫   |          |          |                                |
| 孟勇   | 劉一禎   |          | 劉一禎の2011年発売のシングルMV |
| 李辺壁 | 耿其昌   |          | 京劇                           |
| 冉茂華 |          |          | 『歌曲』2010年5期に発表        |

## 関連事項
- テレビドラマ『恰同学少年（中国語版）』および小説

2007年に公開されたテレビドラマおよび小説の名は『沁園春・長沙』中の一節に由来する。このドラマでは1913年から1918年の湖南第一師範学校での毛沢東が描かれた。主人公の毛沢東は谷智鑫が演じた。
- 若き日の毛沢東像があり、それはこの詞で言及された長沙「橘子洲頭」に位置している。完成は2009年12月26日、毛沢東1925年の時をイメージしている。